# Suisse de l'année

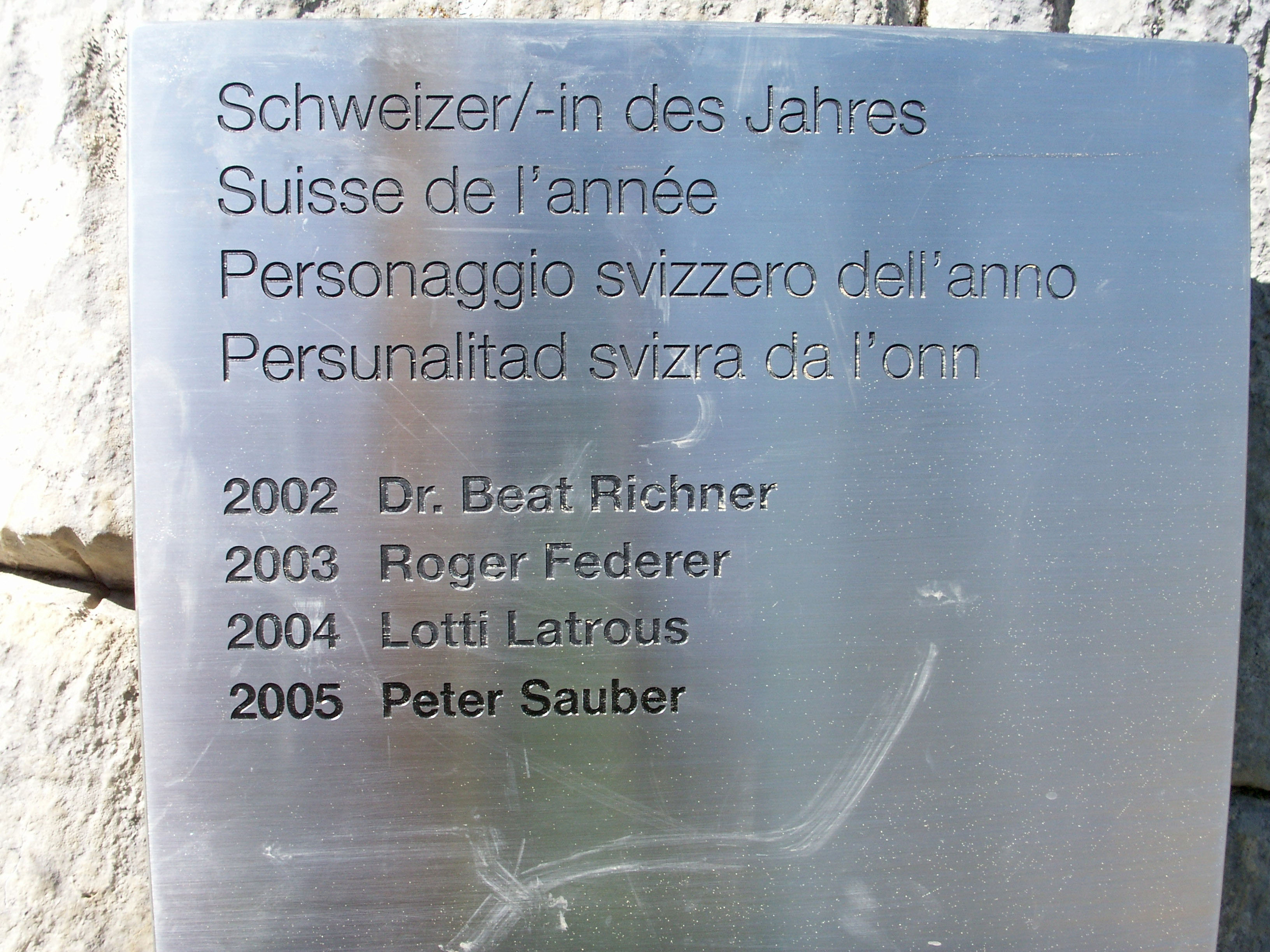
Stèle gravée des noms des lauréats.

Le titre de Suisse de l'année est une distinction suisse remise annuellement de 2002 à 2015 lors de l'émission télévisée des « SwissAward » de la Schweizer Radio und Fernsehen.
Le nom du lauréat est gravé sur une stèle placée à Älggi-Alp, point central géographique du pays.
Une personnalité ne peut recevoir le titre qu'une seule fois.

## Liste des lauréats
- 2015 : le rocker Polo Hofer
- 2014 : le conseiller fédéral Didier Burkhalter
- 2013 : le joueur de tennis Stanislas Wawrinka
- 2012 : le fondeur Dario Cologna
- 2011 : le skieur Didier Cuche
- 2010 : l'infirmière Marianne Kaufmann et le médecin Rolf Maibach
- 2009 : le chirurgien René Prêtre
- 2008 : la Conseillère fédérale Eveline Widmer-Schlumpf
- 2007 : le champion de lutte suisse Jörg Abderhalden
- 2006 : l'entraîneur de football Köbi Kuhn
- 2005 : le propriétaire d'écurie de F1 Peter Sauber
- 2004 : la coopérante Lotti Latrous
- 2003 : le joueur de tennis Roger Federer
- 2002 : le pédiatre Beat Richner